# Kárpáti Miklós
Kárpáti Miklós (1926 – 2010. november 13.) a Magyar Neuroradiológiai Társaság alapítója, az Országos Pszichiátriai és Neurológiai Intézet Radiológiai Osztályának vezetője volt 35 éven át. Tudományos fokozata szerint az orvostudományok kandidátusa. Szakterülete a neuroradiológia, radiológia, neurológia és a képalkotó eljárások. A Magyar Tudományos Akadémia V. Orvosi Tudományok Osztálya, Klinikai I. (konzervatív)Tudományos bizottságának – nem akadémikus – tagja. Tudományos kutatási területe volt az agyi vasculáris kórképek radiológiai és ultrahang diagnosztikája.
Az Országos Pszichiátriai és Neurológiai Intézethez fűződő több évtizedes szakmai kötődése okán, nyugdíjas éveiben hosszadalmas és körültekintő munkával egyedülálló értéket hozott létre. Nagy odaadással megszerkesztette a „Volt egyszer egy Lipótmező” című könyvkiadványt, mely  az Országos Pszichiátriai és Neurológiai Intézet 140 éves történetét mutatja be alapításától a 2007. április 1-jén történő bezárásáig. A könyvben többek között bemutatta a falakon belüli egykori életet, a gyógyító orvosokat, ápolókat és más egykori szakembereket, az orvostársadalomban szakmai hírnevet szerzett kollégákat. A 140 éves Pszichiátriai és Neurológiai Intézet keletkezéséről, működéséről, az itt folyó munkáról napjainkig nem jelent meg hasonló összefoglalás, sem a szak-, sem pedig a civil sajtóban.